# Regine Kanis

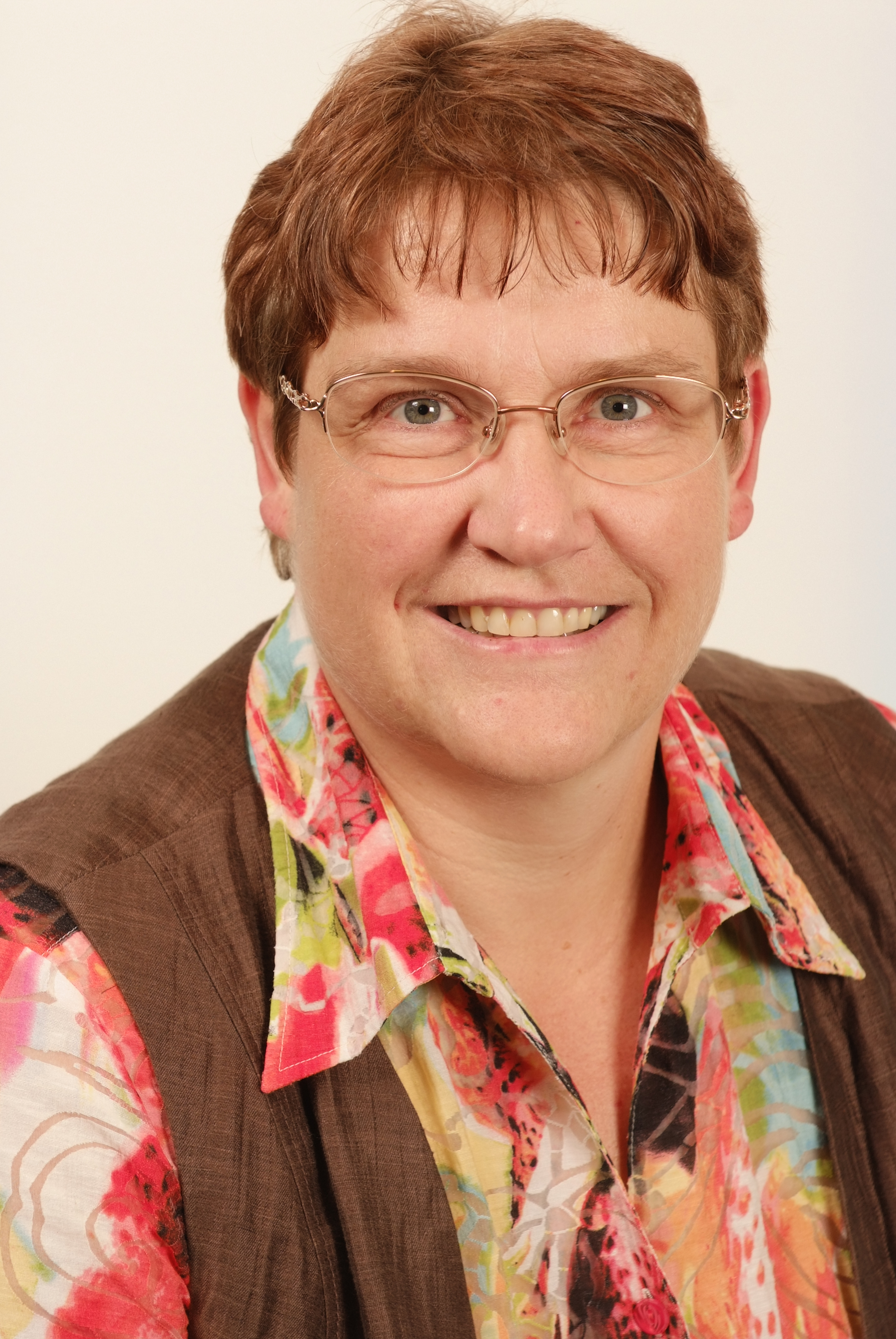
Regine Kanis im Mai 2011

Regine Kanis (* 16. August 1962 in Gera) ist eine deutsche Politikerin (SPD) und war von 2009 bis 2014 Mitglied des Thüringer Landtags.

## Werdegang
Kanis schloss im Jahr 1979 die Polytechnische Oberschule in Bad Köstritz ab, absolvierte in Crossen eine Ausbildung zur Unterstufenlehrerin und war danach in den Jahren 1983 bis 1996 als Lehrerin in Kahla, Schleiz und Saalburg tätig. In den Jahren 1995 und 1996 absolvierte sie an der damaligen Pädagogischen Hochschule in Erfurt ein Zusatzstudium für das Fach Ethik an Grundschulen. Seit 1996 war sie als Förderschullehrerin in Schleiz tätig, wofür sie von 1997 bis 1999 an der Pädagogischen Hochschule Erfurt ein weiteres Studium zum Lehramt für Förderschulen absolvierte.
Kanis ist Mitglied des Kreistages im Saale-Orla-Kreis und Mitglied des SPD-Kreisvorstandes. Bis 2009 gehörte sie auch dem Stadtrat von Saalburg-Ebersdorf an. Bei der Landtagswahl 2009 wurde sie über Platz 14 der SPD-Landesliste in den Thüringer Landtag gewählt. Bei der Landtagswahl 2014 verlor sie ihr Mandat wieder, da weder ihr 17. Platz auf der Landesliste noch ihr Erststimmenergebnis im Wahlkreis Saale-Holzland-Kreis II zur Wiederwahl ausreichten.
Zur Wahl des Landrates im Saale-Orla-Kreis im Januar 2018 trat sie für die Sozialdemokraten als Kandidatin für das Amt an. Unterstützung erhielt sie von Den Linken und dem Bündnis 90/Die Grünen. Mit 37,4 % der Stimmen unterlag sie dem Amtsinhaber Thomas Fügmann (CDU), der 62,6 % erreichte.